# 19822 Vonzielonka
19822 Vonzielonka este un asteroid din centura principală de asteroizi.

## Descriere
19822 Vonzielonka este un asteroid din centura principală de asteroizi. A fost descoperit pe 23 septembrie 2000 la Socorro, New Mexico, în cadrul proiectului LINEAR. Asteroidul prezintă o orbită caracterizată de o semiaxă mare de 2,31 ua, o excentricitate de 0,12 și o înclinație de 4,8° în raport cu ecliptica.